# Оксфордський музей природничої історії
Музей природничої історії Оксфордського університету, який іноді називають просто Музеєм Оксфордського університету, — це музей, який демонструє багато зразків природи. Він також містить лекційний театр, який використовується хімічними, зоологічними та математичними кафедрами університету. Університетський музей забезпечує доступ до музею річки Пітт-Ріверса. Розташованих на Паркс-роуд в Оксфорді, Англія.